# Traco-romani
Termenul traco-roman (sau daco-roman) se referă la limba și cultura populațiilor tracice care au fost încorporate în Imperiul Roman. Intrând în sfera sa de influență, au realizat un sincretism cultural și lingvistic, care stă la baza ethogenezei poporului român și a evoluției limbilor romanice răsăritene (dacoromâna, aromâna, meglenoromâna și istroromâna).

## Înțeles și utilizare
Termenul a fost folosit pentru prima dată în anul 1901 de către Ovid Densusianu, pentru a descrie "cea mai veche epocă a creării limbii române", când limba latină vulgară vorbită în Peninsula Balcanică, ce avea propriile sale caracteristici, a evoluat în cea ce numim limba proto-romană. Prin extensie, istoricii folosesc termenul pentru a se referi la perioada de timp din istoria romanească ce a durat până în secolul 6, interval cronologic în care s-a finalizat procesul de romanizare al tuturor populațiilor tracice (daci, odriși, geți, moesi, tribali, carpi, dii, etc.). Teritoriul în care acest proces a avut loc, localizat în bazinul Dunării de Jos, la nord de Linia Jireček, este caracterizat de două mari particularități :
- un spațiu latinofon, moștenire a influenței imperiului roman, care a dat naștere limbii romanice și a numelui roman, așa cum a fost păstrat în memoria românilor, aromânilor, megleno-românilor și a istro-românilor;
- un spațiu creștin, moștenire a misionarilor creștini care parcurgeau imperiul Roman de Răsărit, spațiu care a modelat civilizația populară, îmbrăcând ulterior, după cu creștinarea slavilor și protobulgarilor, structuri bisericești și statale care foloseau limba și scrierea slavonă.

## Populația
Populația nativă ocupată a început să devină din ce în ce mai implicată în viața politică a Imperiului. Influența tracică în sferele militare și conducătoare ale Imperiul Roman datează de la începutul secolului III. Primul împărat tracic a fost  Regalianus, rudă a regelui dac Decebal. Până în secolul al treilea, traco-dacii ajunseseră o importantă parte a armatei romane.

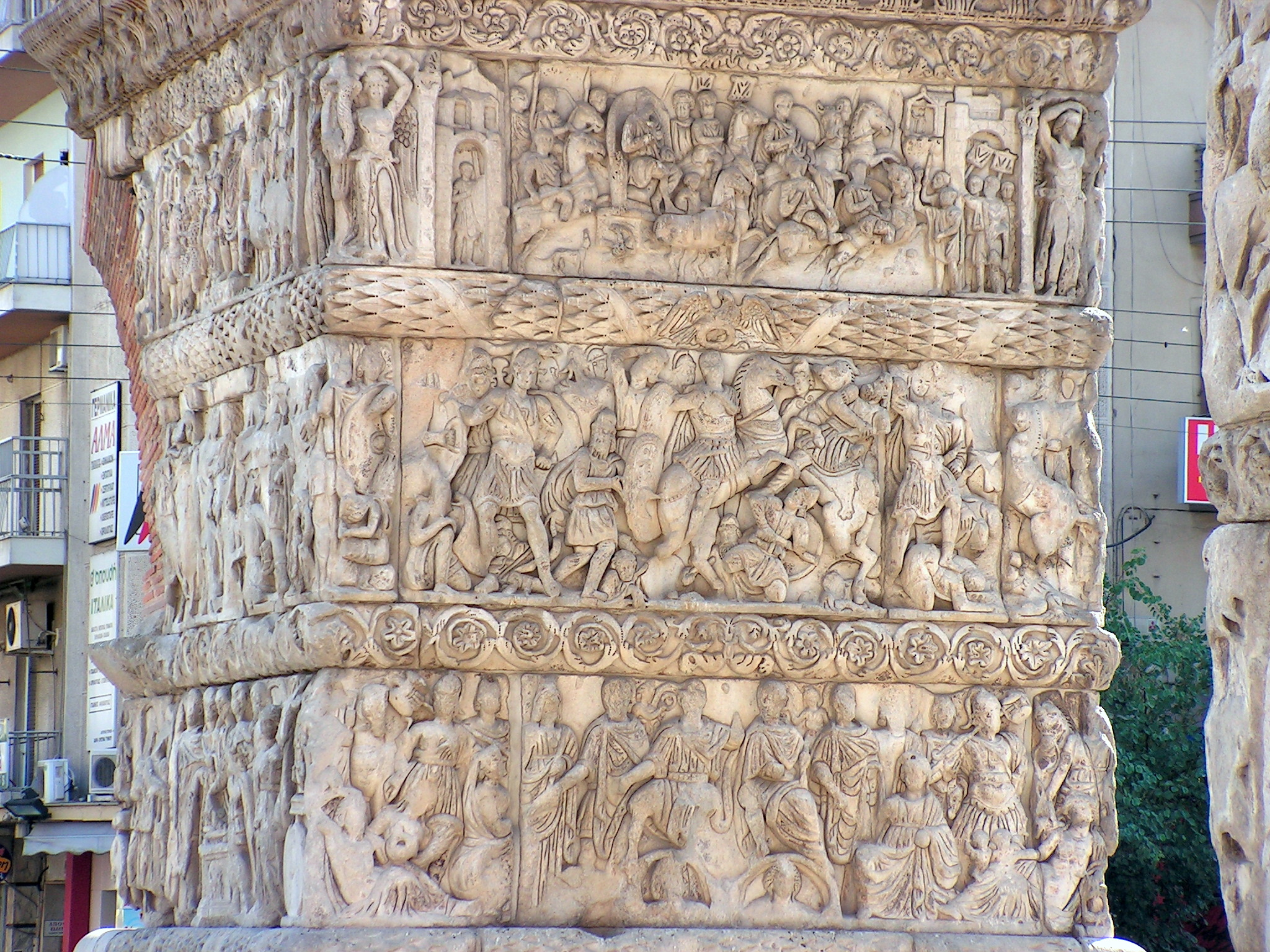
Arcada lui Galerius. Detaliu al boltei.

Un număr de împărați a Imperiului Roman de Est au avut strămoși traco-romani:
- Regalianus
- Galerius
- Maximian
- Aurelius Valerius Valens
- Licinius
- Constantin cel Mare
- Constantius III
- Marcianus
- Leo I
- Justin I
- Justinian I
- Justin II
- Tiberius
- Phocas

### Denumirea deroman
Înainte de 212, în cele mai multe cazuri doar locuitorii  Provinciei Romane Italia (atunci o regiune multi-etnică) aveau pe deplinătate cetățenie romană. Coloniile romane stabilite în alte provincii, romanii (sau descendenții lor) care trăiau în Provinciile Romane, locuitorii mai multor orașe din Imperiu și un număr mic din nobilimea locală (precum statele cliente ale Romei) aveau cetățenie deplină. În schimb majoritatea provinciilor abia aveau drepturi cetățenești limitate (dacă le aveau).
în 212, edictul Constitutio Antoniniana (latinescul pentru "Constituția [ori edictul] lui Antoninu") a fost emis de către împăratul roman Caracalla. Legea declara că toți oamenii născuți liberi în Imperiul Roman primeau cetățenie romană deplină și toate femeile născute libere ale Imperiului primeau de asemenea cetățenie romană ca bărbații. Caracalla a impus această lege în principal pentru a mări numărul oamenilor ce trebuiau să plătească taxe și să sporească numărul acelora ce trebuiau să îngroașe numărul legiunilor (doar cetățenii cu drepturi depline aveau voie să servească în legiunile armatei romane).
Astfel s-a răspândit denumirea de romanus, romana în Imperiu, care ulterior a evoluat în cuvinte precum Romagna, Romania, Romanși, Români, Rumelia, Aromâni, România. 

## Creștinsmul

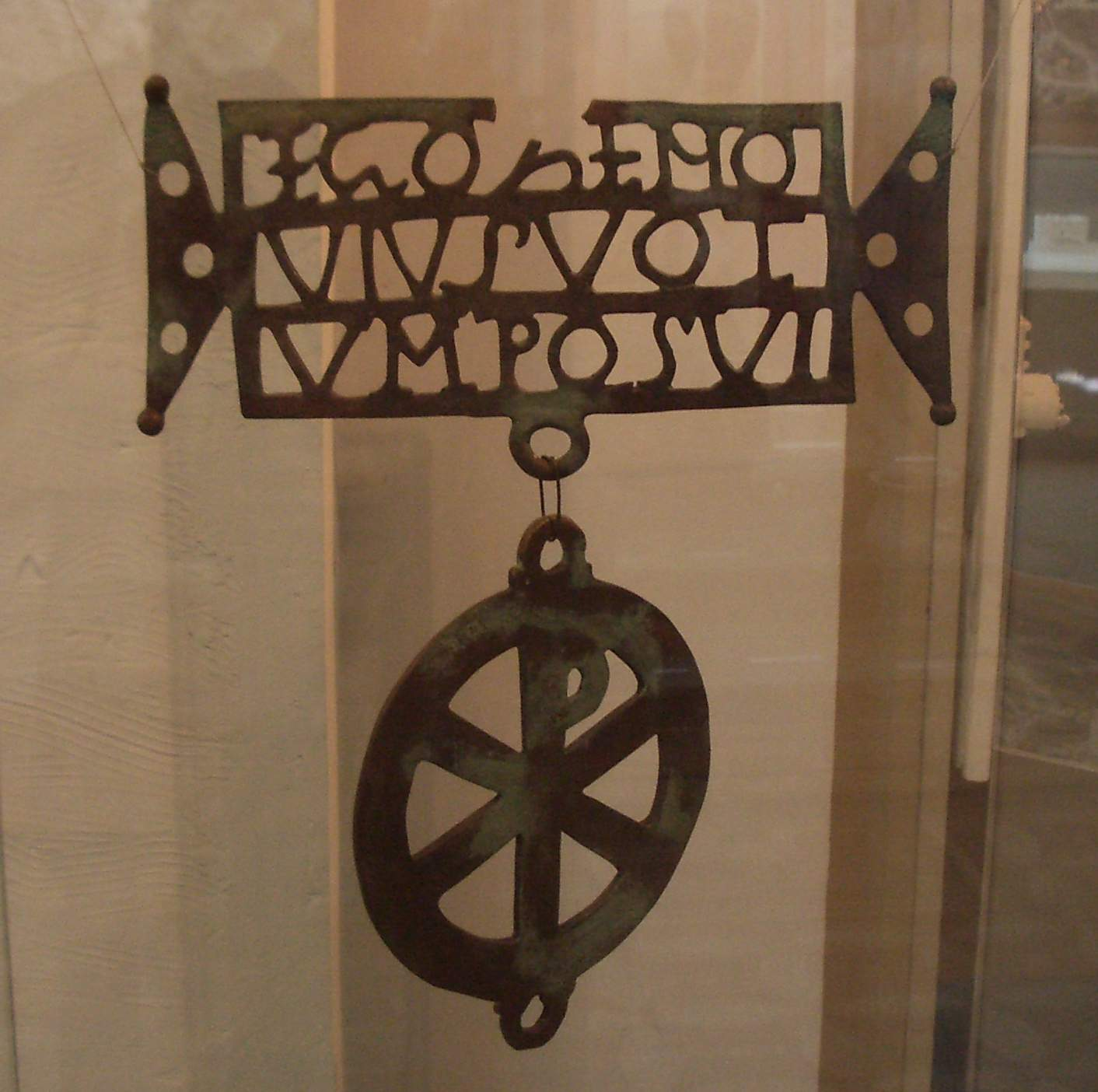
Donariul de la Biertan - un vechi obiect votiv creştin din secolul al VI-lea, dezgropat la Biertan, lângă Sibiu
Pe el stă scris EGO ZENOVIUS VOTUM POSUI
"Eu, Zenovius, am oferit acest dar" - rămâne de determinat dacă posesorul donariului era el însuși creștin și localnic sau nu.